# Carl Schmitt
Carl Schmitt (Plettenberg, 11 luglio 1888 – Plettenberg, 7 aprile 1985) è stato un giurista e politologo tedesco.

## Biografia
Schmitt nasce in una numerosa e modesta famiglia cattolica nella Vestfalia prussiana e protestante. Laureatosi nel 1910 e ottenuto nel 1915 il dottorato in diritto all'Università di Strasburgo (allora parte della Germania) e nel 1916 la libera docenza, pubblicò nel 1921 Die Diktatur (La dittatura), sulla costituzione della Repubblica di Weimar, nel 1922 Politische Theologie (Teologia politica), ostile alla filosofia del diritto, ritenuta troppo formalista, di Hans Kelsen, nel 1923 Die geistesgeschichtliche Lage des heutigen Parlamentarismus (La situazione storico-intellettuale del parlamentarismo odierno) sull'incompatibilità fra liberalismo e democrazia di massa e nel 1927 Der Begriff des Politischen (Il concetto di politico), sul rapporto amico/nemico come criterio costitutivo della dimensione del 'politico'. Le posizioni espresse da Schmitt in questo periodo, sino all'inizio degli anni Trenta, sono state a volte riportate al concetto di Rivoluzione conservatrice (Konservative Revolution).

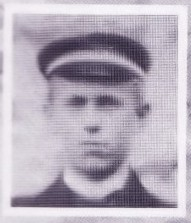
Carl Schmitt nella foto di classe, 1904

Nel 1932 collaborò con il cancelliere Kurt von Schleicher. Dopo aver insegnato in varie università tedesche, divenne professore all'Università Humboldt di Berlino nel 1933, incarico che fu costretto ad abbandonare nel 1945, alla fine della seconda guerra mondiale.
Aveva aderito al partito nazista il 1º maggio 1933, e a novembre dello stesso anno era divenuto presidente della Vereinigung der nationalsozialistischen Juristen (Unione dei giuristi nazionalsocialisti); nel giugno 1934 divenne direttore della Deutsche Juristen-Zeitung (Rivista dei giuristi tedeschi).

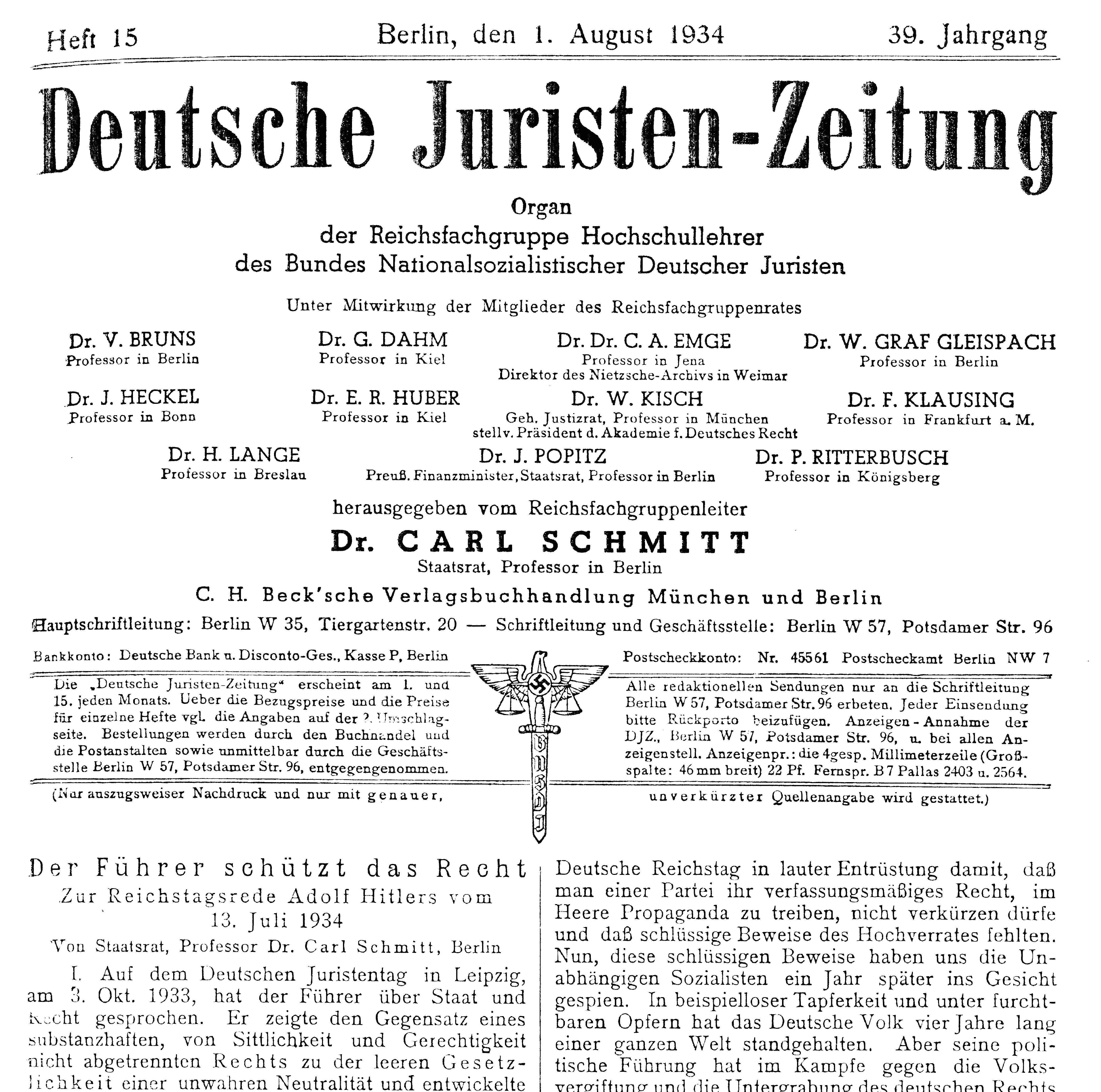
Testata della Deutsche Juristen-Zeitung

In riferimento alla promulgazione delle discriminatorie Leggi di Norimberga del 1935, in cui si proibiscono i matrimoni e i rapporti extraconiugali tra ebrei e non ebrei in nome del mantenimento "della purezza del sangue tedesco", Schmitt osserva:
(C. Schmitt, "La costituzione della libertà", 1935)
Nel dicembre 1936 fu tuttavia accusato di opportunismo sulla rivista delle SS Das Schwarze Korps e dovette rinunciare a giocare un ruolo da protagonista nel regime. Nel 1937 ambienti interni al regime, in un rapporto riservato diretto ad Alfred Rosenberg, criticarono Schmitt per la sua dottrina, accusata di essere intrisa di "romanità", per i suoi rapporti con la Chiesa cattolica e per il suo sostegno al presidenzialismo.
Fino alla fine del nazionalsocialismo Schmitt lavorò principalmente nel campo del diritto internazionale e in questo settore mirò a fornire al regime delle parole chiave. Così forgiò nel 1939, all'inizio della seconda guerra mondiale, il concetto di Völkerrechtliche Großraumordnung ("ordinamento dei grandi spazi nel diritto internazionale"), una sorta di dottrina Monroe tedesca, come chiave di lettura del nuovo diritto internazionale post-statale e possibile giustificazione della politica espansionistica di Adolf Hitler. Inoltre Carl Schmitt fu impegnato nella cosiddetta Aktion Ritterbusch, volta a sostenere lo sforzo bellico della Germania nazista mediante il coinvolgimento attivo delle personalità del mondo scientifico e culturale tedesco, chiamate a fornire consulenza alle politiche spaziali e demografiche del regime.
Catturato dalle truppe alleate alla fine della guerra, rischiò di essere processato al processo di Norimberga, ma fu rilasciato nel 1946 e tornò a vivere nella cittadina natale, dove continuò a lavorare privatamente e a pubblicare nel settore del diritto internazionale. Fu comunque escluso dall'insegnamento in tutte le università tedesche ed espulso dall'Associazione dei giuspubblicisti tedeschi nell'ambito del programma postbellico di denazificazione della Germania. Le esperienze di questo periodo si riflettono nei saggi Risposte a Norimberga e Ex Captivitate Salus.
Morì nel 1985, all'età di quasi 97 anni.

## Pensiero
Come giurista Schmitt è uno dei più noti e studiati teorici tedeschi di diritto pubblico e internazionale. Le sue idee hanno attirato e continuano ad attirare l'attenzione di studiosi di politica e del diritto, tra cui Walter Benjamin, Leo Strauss, Jacques Derrida, Chantal Mouffe, Slavoj Žižek, nonché in Italia Pierangelo Schiera, Carlo Galli, Mario Tronti, Massimo Cacciari, Gianfranco Miglio, Giacomo Marramao e Giorgio Agamben.
Il suo pensiero, le cui radici affondano nella religione cattolica, ruota attorno alle questioni del potere, della violenza e dell'attuazione del diritto. Tra i concetti chiave si trovano, con formulazione lapidaria, lo "stato d'eccezione" (Ausnahmezustand), la "dittatura" (Diktatur), la "sovranità" (Souveranität), il katéchon e il "grande spazio" (Großraum), e le definizioni da lui coniate, come "teologia politica" (Politische Theologie), "custode della costituzione" (Hüter der Verfassung), "formula dilatoria di compromesso" (dilatorischer Formelkompromiss), la "realtà costituzionale" (Verfassungswirklichkeit), il "decisionismo" o le opposizioni dualistiche come "legalità e legittimità" (Legalität und Legitimität), "legge e decreto" (Gesetz und Maßnahme) e "hostis - inimicus" (la distinzione tra nemico e avversario, premessa del rapporto "amico-nemico" come criterio costitutivo della sfera del "politico").
Le sue opere si accostano, oltre al diritto pubblico e internazionale, ad altre discipline, quali la politologia, la sociologia, le scienze storiche, la teologia e la filosofia (con particolare riguardo agli aspetti ontologici del diritto).
Schmitt oggi viene descritto dai suoi critici come un "criminale giurista", un teorico discutibile ostile alle democrazie liberali, ma è allo stesso tempo indicato come un "classico del pensiero politico" (Herfried Münkler), non ultimo per l'influenza esercitata sul diritto pubblico e sulla scienza del diritto nella prima Repubblica Federale Tedesca (per esempio riguardo al "voto di sfiducia costruttivo", ai limiti sostanziali al potere di revisione costituzionale, alla limitazione dei diritti fondamentali dei soggetti eversivi dell'ordine costituzionale o "democrazia militante").
In Italia, dopo un periodo di diffidenza dovuta ai suoi legami con il nazismo, il suo pensiero è ricorrentemente oggetto di attenzione, soprattutto con riferimento ai problemi giuridici e filosofico-politici della globalizzazione (Danilo Zolo, Carlo Galli, Giacomo Marramao), alla crisi delle categorie giuridiche moderne (Pietro Barcellona, Massimo Cacciari, Emanuele Castrucci), ai processi di transizione costituzionale e all'esperienza paradigmatica della Repubblica di Weimar (Gianfranco Miglio, Fulco Lanchester, Angelo Bolaffi).

Schmitt è stato decisamente influenzato, nella formazione del suo pensiero, da filosofi politici e teorici dello Stato come Thomas Hobbes, Jean Bodin, Emmanuel Joseph Sieyès, Niccolò Machiavelli, Jean-Jacques Rousseau, Louis de Bonald, Joseph de Maistre, Juan Donoso Cortés, ma anche da contemporanei come Georges Sorel, Ernst Jünger e Vilfredo Pareto. Schmitt considerava come suo maestro il giurista francese Maurice Hauriou, massimo esponente dell'istituzionalismo, che cita ripetutamente nelle sue opere e che definisce come "il maestro della nostra disciplina".

## Il concetto di Stato
La comprensione di Schmitt e dei concetti della dottrina moderna dello Stato è improntata alla sua convinzione che il sistema della scienza giuridica, in particolare il diritto pubblico, non è autonomo, bensì impregnato, nel corso della secolarizzazione, della concettualità teologica. Tutti i concetti della dottrina dello Stato sono concetti teologici secolarizzati. Questa trasposizione non riguarda solamente lo sviluppo storico dei concetti, ma anche la componente metafisica.
La tesi di Schmitt sulla secolarizzazione si rispecchia nel suo concetto di Stato. Lo Stato è un'istanza assoluta secolarizzata, ed è la forma più intensiva di unità politica. Questa unità è andata disgregandosi all'inizio del XX secolo, con l'avvento della democrazia parlamentare, determinata dall'antagonismo di classe e dal confronto fra diversi gruppi di interesse economici e sociali che rendono difficili o impossibili decisioni politiche unitarie. Lo stesso principio di maggioranza e minoranza parlamentare non è accettabile. L'unità può essere ottenuta solamente se esiste non solo un'uguaglianza formale, ma anche una «sostanziale uniformità di tutto il popolo», che si può ottenere attraverso l'esclusione o l'annientamento di qualsiasi elemento estraneo all'uniformità. Uno Stato nel quale tutti i cittadini sono uguali gli uni agli altri è uno "Stato totale", che rappresenta il massimo grado di unità, poiché grazie al suo ordinamento può impedire la scomposizione in gruppi sociali conflittuali e può opporsi a tutto ciò che contraddice l'uniformità sostanziale.
Lo Stato esercita un monopolio sulla decisione politica, che per Schmitt coincide con la decisione su chi è amico e nemico: è questa per Schmitt la specifica distinzione politica che definisce la sfera del "politico" e quindi dello Stato. Il nemico non è un avversario in generale, ma è «essenzialmente, in un senso particolarmente intensivo, qualcosa d'altro e di straniero». Perciò la statualità si caratterizza grazie all'individuazione dei nemici esterni ed interni allo Stato: la determinazione dei primi avviene con l'esercizio dello ius belli, quella dei secondi mediante la neutralizzazione di chi disturba «la tranquillità, la sicurezza e l'ordine» dello Stato. Questa concezione del "nemico interno" fu ampiamente richiamata al convegno dei giuristi nazionalsocialisti tedeschi di Lipsia nel 1933 per giustificare la politica razziale del regime: senza tale idea di uniformità razziale, uno Stato nazionalsocialista non sarebbe potuto esistere. Lo Stato di Schmitt è quindi un'unità politica suprema, fondata sull'unità sostanziale di tutti i suoi membri, e mostra la propria forza nella possibilità di disfarsi di nemici interni ed esterni, arrivando anche al loro annientamento se necessario.

## Opere
- Über Schuld und Schuldarten. Eine terminologische Untersuchung. 1910.
- Gesetz und Urteil. Eine Untersuchung zum Problem der Rechtspraxis. 1912.
- Schattenrisse. 1913.
- Der Wert des Staates und die Bedeutung des Einzelnen. 1914.
- Theodor Däublers ‚Nordlicht‘: Drei Studien über die Elemente, den Geist und die Aktualität des Werkes. 1916.
- Die Buribunken. In: Summa 1/1917/18, 89 ff.
- Politische Romantik. 1919. (On-line)
- Die Diktatur. Von den Anfängen des modernen Souveränitätsgedankens bis zum proletarischen Klassenkampf. 1921.
- Politische Theologie. Vier Kapitel zur Lehre von der Souveränität. 1922.
- Die geistesgeschichtliche Lage des heutigen Parlamentarismus. 1923.
- Römischer Katholizismus und politische Form. 1923.
- Die Rheinlande als Objekt internationaler Politik. 1925.
- Die Kernfrage des Völkerbundes. 1926.
- Der Begriff des Politischen. In: Archiv für Sozialwissenschaften und Sozialpolitik Bd. 58 (1927), S. 1 bis 33.
- Volksentscheid und Volksbegehren. Ein Beitrag zur Auslegung der Weimarer Verfassung und zur Lehre von der unmittelbaren Demokratie. 1927.
- Verfassungslehre. 1928.
- Hugo Preuß. Sein Staatsbegriff und seine Stellung in der dt. Rechtslehre. 1930
- Der Völkerbund und das politische Problem der Friedenssicherung. 1930, 2. ed., 1934.
- Der Hüter der Verfassung. 1931
- Der Begriff des Politischen. 1932
- Legalität und Legitimität. 1932.
- Staat, Bewegung, Volk. Die Dreigliederung der politischen Einheit. 1933.
- Das Reichsstatthaltergesetz. 1933.
- Staatsgefüge und Zusammenbruch des Zweiten Reiches. Der Sieg des Bürgers über den Soldaten. 1934.
- Über die drei Arten des rechtswissenschaftlichen Denkens. 1934.
- Der Leviathan in der Staatslehre des Thomas Hobbes. 1938.
- Die Wendung zum diskriminierenden Kriegsbegriff. 1938.
- Völkerrechtliche Großraumordnung und Interventionsverbot für raumfremde Mächte. Ein Beitrag zum Reichsbegriff im Völkerrecht. 1939.
- Positionen und Begriffe im Kampf mit Weimar – Genf – Versailles 1923–1939. 1940.
- Land und Meer. Eine weltgeschichtliche Betrachtung. 1942.
- Der Nomos der Erde im Völkerrecht des Jus Publicum Europaeum. 1950.
- Donoso Cortes in gesamteuropäischer Interpretation. 1950.
- Ex captivitate salus. Erinnerungen der Zeit 1945/47. 1950.
- Die Lage der europäischen Rechtswissenschaft. 1950.
- Gespräch über die Macht und den Zugang zum Machthaber. 1954.
- Hamlet oder Hekuba. Der Einbruch der Zeit in das Spiel. 1956.
- Verfassungsrechtliche Aufsätze aus den Jahren 1924–1954. 1958
- Theorie des Partisanen. Zwischenbemerkung zum Begriff des Politischen. 1963.
- Politische Theologie II. Die Legende von der Erledigung jeder Politischen Theologie. 1970.
- Glossarium. Aufzeichnungen der Jahre 1947–1951. 1991.
- Das internationalrechtliche Verbrechen des Angriffskrieges. 1993.
- Staat – Großraum – Nomos. 1995.
- Frieden oder Pazifismus? 2005.

### Opere tradotte in italiano
- I principi politici del nazionalsocialismo (con saggio introduttivo di Delio Cantimori), Sansoni, Firenze 1936.
- Le categorie del «Politico»: saggi di teoria politica (a cura di Gianfranco Miglio e Pierangelo Schiera), Il Mulino, Bologna 1972.
- La Dittatura. Dalle origini dell'idea moderna di sovranità alla lotta di classe proletaria, Laterza, Roma-Bari 1975 (nuova edizione, Settimo Sigillo, Roma 2006)
- Il custode della Costituzione, a cura di A. Caracciolo, Giuffrè, Milano 1981.
- Romanticismo politico, Giuffré, Milano 1981.
- Amleto o Ecuba. L'irrompere del tempo nel gioco del dramma, il Mulino, Bologna 1983.
- Dottrina della Costituzione, a cura di A. Caracciolo, Giuffré, Milano 1984.
- Scritti su Thomas Hobbes, a cura di Carlo Galli. Giuffrè, Milano 1986.
- Ex Captivitate Salus. Esperienze degli anni 1945-47, Adelphi, Milano 1987.
- Il nomos della terra nel diritto internazionale dello «Jus publicum europaeum» (traduzione e postfazione di Emanuele Castrucci, cura editoriale di Franco Volpi), Adelphi, Milano 1991.
- Teologia politica II. La leggenda della liquidazione di ogni teologia politica, a cura di A. Caracciolo, Giuffré, Milano 1992.
- Donoso Cortés - Interpretato in una prospettiva paneuropea, Adelphi, Milano 1995.
- Democrazia e liberalismo. Referendum e iniziativa popolare Hugo Preuss e la dottrina tedesca dello Stato, Giuffré, Milano 2001.
- Terra e mare. Una riflessione sulla storia del mondo, Adelphi, 2002.
- Teoria del Partigiano, Adelphi, Milano 2005.
- Un giurista davanti a se stesso, Saggi e interviste, a cura di Giorgio Agamben, Neri Pozza, Vicenza 2005.
- Dialogo sul potere, Il Nuovo Melangolo, Genova 2006.
- Risposte a Norimberga, Laterza, Roma-Bari 2006.
- Il concetto discriminatorio di guerra, a cura di Stefano Pietropaoli, Laterza, Roma-Bari 2008.
- La tirannia dei valori, Adelphi, Milano 2008 e Morcelliana, Brescia 2008.
- Cattolicesimo romano e forma politica, pubblicato originariamente nel 1923, in Italia è stato pubblicato nel 1986 da Giuffrè, e nel 2010 da Il Mulino con un saggio di Carlo Galli ISBN 978-88-15-13408-0.
- Sul Leviatano, Il Mulino, Bologna, 2011
- L'enigma della modernità. Epistolario 1971-1978 e altri materiali (con Hans Blumenberg), Laterza, Roma-Bari 2012
- Dialogo sul potere, a cura di G. Gurisatti, Adelphi, Milano, 2012
- Un giurista davanti a se stesso. Saggi e interviste, a cura di Giorgio Agamben, Neri Pozza, Vicenza, 2012
- Il valore dello Stato e il significato dell'individuo, a cura di C. Galli, Il Mulino, Bologna, 2013
- Machiavelli (con testo tedesco a fronte), a cura di G. Cospito, Il Nuovo Melangolo, Genova, 2014
- La formazione dell'esprit in Francia e altri scritti sull'Europa e sullo Stato, a cura di C. Pontorieri, Il Nuovo Melangolo, Genova, 2015
- La guerra di aggressione come crimine internazionale, a cura di C. Galli, Il Mulino, Bologna, 2015
- Stato, grande spazio, nomos, a cura di G. Maschke e G. Gurisatti, Adelphi, Milano, 2015
- Legge e giudizio. Uno studio sul problema della prassi giudiziale, a cura di Emanuele Castrucci, Giuffrè, Milano, 2016
- Stato, Movimento, Popolo, Edizioni Si24, Palermo, 2018 ISBN 978-88-31-93501-2